# ناحية جناح
 ناحية جناح  (بالفارسية: بخش جناح) إحدى البلدات الثلاثة التابعة لمدينة بستك في محافظة هرمزغان في جنوب إيران. تبلغ مساحتها حوالي 1,690 كيلومتر مربع تقريبًا. وتقع في جنوب الغربي ل مدينة بستك. يبلغ عدد سكان ناحية جناح 23,574 نسمة حسب تعداد السكان لعام 2016.

## حدود بلدة جناح
حدود بلدة جناح: من الشمال البلدة المركزية، ومن الجنوب سلسلة جبال الأبيض وبلدة شيبكوه على ساحل الخليج، ومن الغرب بلدة اشكنان، ومن الشرق تنتهي بـ ناحية كوخرد. مركز هذه البلدة هي مدينة جناح. وتتبع هذه البلدة أكثر من 30 قرية أشهرها: فرامرزان وكمشك وكنار سياه
وكجويه.